# Stickstoffbilanz
Die Stickstoffbilanz ist in der Medizin ein Laborwert, anhand dessen sich recht aussagekräftig der Proteinstoffwechsel beurteilen lässt. Er gibt an in welchem Verhältnis Stickstoffaufnahme und -abgabe im Organismus stehen.

## Grundlagen
Proteine bestehen im Wesentlichen aus vielen aneinandergereihten Aminosäuren. Jede dieser Aminosäuren enthält mindestens ein Stickstoff-Atom. Werden nun Proteine beispielsweise aus der Muskulatur abgebaut, entstehen einzelne Aminosäuren. Bei ihrer Verstoffwechselung fällt Stickstoff an, der über die Niere ausgeschieden werden muss. Dazu wird er zunächst in der Leber zu Harnstoff umgewandelt. Mit Stickstoffbilanz bezeichnet man nun die Differenz zwischen aufgenommener und ausgeschiedener Stickstoffmenge.
Werden in der Bilanz insbesondere in der Muskulatur mehr Proteine vom Körper abgebaut als aufgebaut, was beispielsweise in Hungerzeiten der Fall ist (kataboler Stoffwechsel), so ist die Stickstoffbilanz negativ. Der Körper verliert so Stickstoffverbindungen durch den Protein- und damit Aminosäurenabbau.
Nimmt ein Mensch hingegen beispielsweise 10 Gramm Stickstoff auf, gibt aber nur 5 Gramm ab, so besteht eine positive Stickstoffbilanz. Dies ist beispielsweise im Wachstum oder in Regenerationszeiten bei Kraftsportlern der Fall. Es wird mehr Stickstoff aufgenommen als abgegeben und damit mehr Protein auf- als abgebaut.
Damit lässt sich ebenfalls erkennen, ob der Körper eine Stoffwechselkrise (z. B. durch langes Fasten oder Krankheiten) durchmacht. Gegen Ende der Krise schwenkt er in den aufbauenden (anabolen) Stoffwechsel zurück, in dem wieder Proteine aufgebaut werden.
Der Protein-Katabolismus ist von besonderer Bedeutung für den Menschen. Er kann aus Speicherfett keine Glucose aufbauen (andersherum sehr wohl), aber er braucht für den hochenergetischen Fettabbau immer auch Glucose, sonst verschlechtert sich die Energiebilanz. Außerdem sind das Gehirn und die roten Blutkörperchen auf Glucose angewiesen. Bei einer Unterzuckerung kann es sogar zu einer Übersäuerung des Blutes kommen. Leberzellen sind aber in der Lage, Gluconeogenese zu betreiben, also Glucose herzustellen. Dabei werden insbesondere die Proteinbestandteile, die Aminosäuren, in Glucose umgewandelt.
Im Detail spalten die Leberzellen bei den einfachen Aminosäuren die Amino(Stickstoff)-Enden ab. Aus dem verbleibenden Kohlenstoffgerüst entstehen dann Intermediate des Citratzyklus sowie „Zuläufer“ der Gluconeogenese und Fettsäuresynthese. Dabei fällt der oben erwähnte Stickstoff in Form von Ammoniak an, der mit Kohlendioxid in Harnstoff umgewandelt und über die Niere ausgeschieden wird.

## Andere Bedeutungen
Unter dem Namen Stickstoffbilanz wird auch das Verhältnis von Auf- und Abbau von Stickstoffverbindungen im Stickstoffkreislauf in der Atmosphäre, in Gewässern, in Böden und in Biomasse allgemein verstanden.